# Confessore del Re di Spagna
Il confessore del Re di Spagna (o della Regina di Spagna; in spagnolo confesor del rey o de la reina de España) era una figura presente nella corte spagnola, responsabile di ascoltare regolarmente le confessioni del monarca spagnolo.

## Storia
Il confessore reale era una delle cariche di corte più importanti nell'Antico Regime spagnolo, poiché le sue funzioni andavano ben oltre l'ascolto della confessione di Sua Maestà Cattolica, fungendo da consulente su ogni tipo di questione (spirituale e temporale) e intervenendo in ogni tipo di nomina (ecclesiastica e civile). 
I confessori stessi ricoprivano cariche ecclesiastiche e persino civili. Otto di loro furono anche nominati Inquisitori Generali (di cui sei erano domenicani, l'ordine più strettamente associato a tale istituzione). La posizione di confessore ricadeva solitamente su membri di determinati ordini religiosi; la scelta dell'uno o dell'altro era una questione di particolare gravità e fonte di sospetto tra loro.
La figura del confessore del monarca emerse nelle monarchie peninsulari a partire dal tardo Medioevo.
Parallelamente al rafforzamento del potere reale, la figura del confessore del re acquisì forza sia per il suo ministero presso il sovrano sia per la sua influenza sulle sue decisioni politiche.
Tra i domenicani si distinsero frate Luis de Aliaga, confessore di Filippo III, e frate Antonio de Sotomayor, confessore di Filippo IV.
Dopo la morte di Carlo II e l'ascesa al trono della Casata dei Borbone, i gesuiti assunsero il ruolo di confessore del monarca. Vari membri della Compagnia di Gesù prestarono servizio come confessori dei re Filippo V, Luigi I e Ferdinando VI. Nel 1755, quest'ultimo monarca nominò suo confessore il prelato Manuel Quintano Bonifaz, membro del clero secolare.
Nella seconda metà del XVIII secolo, si distinse la figura di Joaquín de Eleta, francescano e confessore di Carlo III.
Nel XIX secolo, il ruolo del confessore perse gradualmente la sua influenza, sebbene si distinsero Félix Amat, confessore di Carlo IV, e Cristóbal Bencomo, confessore di Ferdinando VII.
L'ultima figura di particolare rilievo a ricoprire tale carica fu Antonio María Claret, nominato da Isabella II tra il 1857 e il 1868.

## Cronotassi dei confessori
| Monarca                    | Periodo                     | Confessore                  | Affiliazione                                   |
| -------------------------- | --------------------------- | --------------------------- | ---------------------------------------------- |
| Carlo I (1516-1556)        |                             | Juan Hurtado                | Domenicano                                     |
| Carlo I (1516-1556)        | 1522-1530                   | García de Loaysa            | Domenicano                                     |
| Carlo I (1516-1556)        | Diego de San Pedro          |                             | Domenicano                                     |
| Carlo I (1516-1556)        | ?-1548                      | Pedro de Soto               | Domenicano                                     |
| Carlo I (1516-1556)        | Domingo de Soto             |                             | Domenicano                                     |
| Carlo I (1516-1556)        | Juan Manuel                 |                             | Domenicano                                     |
| Filippo II (1556-1598)     |                             | Bernardo de Fresneda        | Francescano                                    |
| Filippo II (1556-1598)     | ?-1577                      | Bartolomé de Carranza       | Domenicano                                     |
| Filippo II (1556-1598)     | 1577-1592                   | Diego de Chaves             | Domenicano                                     |
| Filippo II (1556-1598)     | Gaspar de Córdoba           |                             | Domenicano                                     |
| Filippo III (1598-1621)    | 1597-1604                   |                             | Domenicano                                     |
| Filippo III (1598-1621)    | 1605-1607                   | Diego Mardones              | Domenicano                                     |
| Filippo III (1598-1621)    | 1607-1608                   | Jerónimo Xavierre           | Domenicano                                     |
| Filippo III (1598-1621)    | 1608-1621                   | Luis de Aliaga              | Domenicano                                     |
| Filippo III (1598-1621)    | 1621                        | Jerónimo de Florencia       | Domenicano                                     |
| Filippo IV (1621-1665)     | 1616-1643                   | Antonio de Sotomayor        | Domenicano                                     |
| Filippo IV (1621-1665)     | 1643-1644                   | Giovanni di San Tommaso     | Domenicano                                     |
| Filippo IV (1621-1665)     | 1644-1665                   | Juan Martínez               | Domenicano                                     |
| Carlo II (1665-1700)       |                             | Pedro Álvarez de Montenegro | Domenicano                                     |
| Carlo II (1665-1700)       |                             | Tomás Carbonell             | Domenicano                                     |
| Carlo II (1665-1700)       | Gabriel Ramírez de Arellano |                             | Domenicano                                     |
| Carlo II (1665-1700)       | Pedro Álvarez de Montenegro |                             | Domenicano                                     |
| Carlo II (1665-1700)       | Pedro de Montes             |                             | Domenicano                                     |
| Carlo II (1665-1700)       | Francisco Reluz             |                             | Domenicano                                     |
| Carlo II (1665-1700)       | Carlos de Bayona            |                             | Domenicano                                     |
| Carlo II (1665-1700)       | Tomás Carbonell             |                             | Domenicano                                     |
| Carlo II (1665-1700)       | Pedro Matilla               |                             | Domenicano                                     |
| Carlo II (1665-1700)       | Froilán Díaz                |                             | Domenicano                                     |
| Carlo II (1665-1700)       | Nicolás de Torres           |                             | Domenicano                                     |
| Filippo V (1700-1746)      |                             | Guillaume Daubenton         | Gesuita                                        |
| Filippo V (1700-1746)      | Pierre Robinet              |                             | Gesuita                                        |
| Filippo V (1700-1746)      | Guillaume Daubenton         |                             | Gesuita                                        |
| Filippo V (1700-1746)      | Gabriel Bermúdez            |                             | Gesuita                                        |
| Luigi I (1724-1724)        |                             | Juan Marin                  | Gesuita                                        |
| Luigi I (1724-1724)        | Padre Castejón              |                             | Gesuita                                        |
| Filippo V (1700-1746)      |                             | Guillermo Clarke            | Gesuita                                        |
| Filippo V (1700-1746)      | Jaime Antonio Lefevre       |                             | Gesuita                                        |
| Ferdinando VI (1746-1759)  | 1746-1747                   |                             | Gesuita                                        |
| Ferdinando VI (1746-1759)  | 1747-1755                   | Francisco Rábago y Noriega  | Gesuita                                        |
| Ferdinando VI (1746-1759)  | 1755-1759                   | Manuel Quintano Bonifaz     | clero secolare                                 |
| Carlo III (1759-1789)      | 1759-1761                   | José Calzado y López        | Francescano                                    |
| Carlo III (1759-1789)      | 1761-1788                   | Joaquín de Eleta            | Francescano                                    |
| Carlo IV (1789-1808)       | 1806-1808                   | Félix Amat                  | clero secolare                                 |
| Ferdinando VII (1808-1833) | 1780-1833                   | Cristóbal Bencomo           | clero secolare                                 |
| Isabella II (1833-1868)    | 1857-1868                   | Antonio María Claret        | Missionari figli del Cuore Immacolato di Maria |